# Percibal Blades
Percibal Blades (Ciudad de Panamá, 1 de abril de 1943) es un exjugador de baloncesto panameño

## Trayectoria
Con Panamá, participó en los Juegos Panamericanos de 1967, compitió en los Juegos Olímpicos de Verano de 1968 y en Copa Mundial de Baloncesto de 1970.